# Турнир Республики
Турнир Республики или Кубок Республики — официальный клубный турнир по футболу, проводившийся в Парагвае на регулярной основе с 1990 по 1995 год. Его предшественниками под разными названиями были другие кубковые турниры, четырежды проводившиеся с 1975 по 1987 год (два из них не имели официального статуса).
Турнир был организован Парагвайской футбольной лигой с целью дать возможность региональным командам побороться с сильнейшими столичными командами за право сыграть в международных клубных турнирах под эгидой КОНМЕБОЛ. Однако в семи из девяти розыгрышей победу одерживали традиционные парагвайские клубы-гранды. Победитель Турнира Республики получал право сразиться с вице-чемпионом Парагвая за путёвку в Кубке Либертадорес.
В 2018 году кубковый турнир в Парагвае был возрождён, но ему было дано более традиционное название — Кубок Парагвая.

## Финалы
| Год  | Победитель          | Финалист                  | Комментарий |
| ---- | ------------------- | ------------------------- | --- |
| 1975 | Либертад            | неизвестен                | «Интеграционный турнир» (Torneo Integración). Официального статуса не имел. |
| 1976 | Олимпия             | Либертад                  | «Национальный клубный чемпионат» (Campeonato Nacional de Clubes). «Олимпия» завоевала путёвку в Кубок Либертадорес 1977, обыграв вице-чемпиона «Серро Портеньо».                      |
| 1978 | Серро Портеньо      | Либертад                  | «Национальный клубный чемпионат». «Серро Портеньо» проиграл вице-чемпиону «Соль де Америке» и не попал в Кубок Либертадорес 1979.                                                     |
| 1987 | Олимпия             | Олимпия (Ита)             | «Национальный интеграционный турнир» (Torneo de Integración Nacional). Официального статуса не имел.                                                                                  |
| 1990 | Атлетико Колехиалес | Спортиво Лукеньо          | С 1990 года стал проводиться «Турнир Республики». «Атлетико Колехиалес» завоевал путёвку в Кубок Либертадорес 1990, обыграв полуфиналиста чемпионата «Спортиво Лукеньо».              |
| 1991 | Серро Портеньо      | Спортиво Лукеньо          | «Серро Портеньо» автоматически завоевал путёвку в Кубок Либертадорес 1992, поскольку также стал вице-чемпионом страны.                                                                |
| 1992 | Олимпия             | Серро Портеньо            | «Олимпия» завоевала путёвку в Кубок Либертадорес 1993, обыграв вице-чемпиона «Либертад».                                                                                              |
| 1993 | Серро Кора          | Гуарани (Коронель-Овьедо) | В турнире не смогла принять участия «Олимпия». «Серро Кора» проиграла вице-чемпиону «Серро Портеньо» и не попал в Кубок Либертадорес 1994. Команда отправилась в Кубок КОНМЕБОЛ 1994. |
| 1995 | Серро Портеньо      | Либертад                  | «Серро Портеньо» автоматически завоевал путёвку в Кубок Либертадорес 1996, поскольку также стал вице-чемпионом страны.                                                                |